# Archaeplastida
De Archaeplastida of Primoplantae vormen een van de vijf taxonomische supergroepen binnen de eukaryoten, organismen die onder andere worden gekenmerkt door een celkern. De groep Archaeplastida omvat de roodwieren (Rhodophyta) en de Viridiplantae met de Streptobionta, de groenwieren en Embryophyta (landplanten). Deze supergroep als geheel wordt soms opgevat als de groep van de planten, maar deze term wordt ook wel op een lager niveau gebruikt zoals de landplanten, dus zonder de verschillende algengroepen.
Archaeplastida bezitten plastiden die de fotosynthese verzorgen en bladgroen (chlorofyl) dat ze een groene kleur geeft. De plastiden worden verondersteld afkomstig te zijn van een endosymbiose met een blauwalg. Ze zijn in bepaalde groepen Archaeplastida gereduceerd of (secundair) weer verloren gegaan. De meeste Archaeplastida bezitten celwanden gemaakt van cellulose. De cristae van de mitochondriën zijn vlak. Archaeplastida gebruiken het koolhydraat zetmeel om energie op te slaan.

## Indeling
De Archaeplastida kan worden onderverdeeld in twee rijken: de Rhodoplantae en de Viridiplantae. Onderstaand cladogram toont de plaats van de dochtergroepen: de rijken.
Bovenstaand schema is sterk vereenvoudigd. In een vollediger schema worden de niet-monofyletische groep uitgesplitst, waardoor het schema minder overzichtelijk wordt.
| Gedetailleerder schema |
| --- |
| - Archaeplastida (Adl et al. 2005) - Rhodoplantae (Saunders & Hommersand 2004) - - Rhodophyta (Wettstein 1922), roodwieren - Cyanidiophyta (Saunders & Hommersand 2004) - ? Glaucophyta (Skuja 1954) - Viridiplantae (Cavalier-Smith 1981) - Chlorobionta (groene algen) - Prasinophyta (Christiansen 1962) (Prasinophyceae 1-9) - Chlorophyta (Pascher 1914) - Streptobionta - basale Streptobionta (o.a. Charophyta (Karol & al. 2001) = kranswieren) - Embryophyta (landplanten) - Marchantiophyta (Stotler & Crandall-Stotler 1977) → mossen s.l. - - Bryophyta (Schimper 1836) → mossen s.l. - - Anthocerotophyta (Stotler & Crandall-Stotler 1977) → mossen s.l. - Tracheophyta , (vaatplanten) - † Horneophyton → Rhyniophyta - - † Aglaophyton → Rhyniophyta - - † Rhyniales → Rhyniophyta - - - † Zosterophyllophyta (Banks 1975) - Lycopodophyta (Cronquist & al. 1966) - Euphyllophyta (Kenrick & Crane 1997) - † Trimerophytophyta (Banks 1975) - - Pteridophyta (Schimper 1879), varens - Psilotopsida - Ophioglossales - Psilotales - - - Equisetopsida - Marattiopsida - Polypodiopsida (leptosporangiate varens) - Lignophyta - † Aneurophytales (→ Progymnospermophyta) - - - † Protopityales (→ Progymnospermophyta) - † Archaeopteridales (→ Progymnospermophyta) - Spermatophyta , zaadplanten - † Lyginopteridopsida (→ zaadvarens) - - † Medullosopsida (→ zaadvarens) - - † Callistophytopsida (→ zaadvarens) - - Cycadophyta (→ naaktzadigen) - - † Peltaspermopsida (→ zaadvarens) - - - Ginkgophyta (→ naaktzadigen) - - Gnetophyta (→ naaktzadigen) - Gnetales - Ephedrales - Welwitschiales - Coniferophyta (→ naaktzadigen) - † Cordaitopsida - - † Voltziopsida - Pinopsida - Pinaceae - - - Podocarpaceae - Araucariaceae - - Sciadopityaceae - Taxaceae, Cephalotaxaceae, Cupressaceae - - - † Caytoniopsida (→ zaadvarens) - † Cycadeoidophyta (→ naaktzadigen) - Angiospermophyta (Berry 1915), bedektzadigen - Monocotyledonae, eenzaadlobbigen - Dicotyledonae, tweezaadlobbigen |
| benoemde clade (een monofyletische groep) een niet-monofyletische groep wordt ook gerekend tot een niet-monofyletische groep (→ behoort tot de ...) |